# Lebach
Lebach é uma cidade da Alemanha localizada no distrito de Saarlouis, estado do Sarre.